# Petersgrat
Le Petersgrat est une montagne des Alpes bernoises, en Suisse, située à la frontière entre les cantons de Berne et du Valais.
Constituée d'une longue crête couverte de glace, le Petersgrat culmine à 3 194 m d'altitude. Il est limité, à l'est, par le sommet du Tschingelhorn (3 557 m) et, à l'ouest, par le Birghorn (3 242 m). Le versant nord du Petersgrat, bernois, constitue le bassin d'accumulation du Kanderfirn alors que son versant sud, valaisan, abrite le Tellingletscher et domine le Lötschental.
Le Petersgrat est un site officiel d'atterrissage pour les hélicoptères et les avions d'héliski,.